# Sarıyurt, Bayındır
Sarıyurt là một xã thuộc huyện Bayındır, tỉnh İzmir, Thổ Nhĩ Kỳ. Dân số thời điểm năm 2010 là 490 người.